# Walia na Igrzyskach Imperium Brytyjskiego 1930
Walia wystartowała na Igrzyskach Imperium Brytyjskiego w 1930 roku w kanadyjskiej miejscowości Hamilton jako jedna z 11 reprezentacji. Była to pierwsza edycja tej imprezy sportowej. Reprezentacja Walii zajęła siódme miejsce w  klasyfikacji medalowej igrzysk, zdobywając 2 srebrne i jeden brązowy medal.

## Medale
| Dyscyplina | Złoto | Srebro | Brąz | Razem |
| ---------- | ----- | ------ | ---- | ----- |
| pływanie   | –     | 2      | 1    | 3     |
| Razem      | 0     | 2      | 1    | 3     |

### Medaliści
Pływanie
- Valerie Davies – 400 jardów stylem dowolnym kobiet
- Valerie Davies – 100 jardów stylem grzbietowym kobiet
- Valerie Davies – 100 jardów stylem dowolnym kobiet